# Patrick Puchegger
Patrick Puchegger (Oberndorf an der Melk, 4 maggio 1995) è un calciatore austriaco, difensore del Floridsdorfer.

## Caratteristiche tecniche
È considerato uno stopper.

## Carriera

### Club
Proveniente dal settore giovanile del St. Pölten, nel 2013 viene prelevato dal Bayern Monaco.

### Nazionale
Il 12 maggio 2015 viene incluso da Andreas Heraf nella lista dei convocati che prenderanno parte al Mondiale Under-20, svoltosi in Nuova Zelanda.

## Palmarès

### Competizioni nazionali
- Coppa d'Austria: 1

Sturm Graz: 2017-2018